# La Eduvigis
La Eduvigis est une localité argentine située dans la province du Chaco et dans le département de Libertador General San Martín.